# Drunella cornuta
Drunella cornuta är en dagsländeart som först beskrevs av Gary Scott Morgan 1911.  Drunella cornuta ingår i släktet Drunella och familjen mossdagsländor. Inga underarter finns listade i Catalogue of Life.